# パックインミュージック
『パックインミュージック』（Puck In Music）は、1967年7月31日から1982年7月31日まで、TBSラジオをキーステーションに、JRN系列各局で放送されていた深夜放送ラジオ番組。愛称はパック。

## 概要
1960年代当時、ニッポン放送が東京地区のラジオ局に先駆けて1963年から、ラジオ関東が1966年に、さらに、文化放送も1967年4月から終夜放送をそれぞれ実施していた。一方、東京地区で最初に開局したラジオ局である老舗という立場のTBSラジオは、終夜放送を行っておらず出遅れていた中、1967年8月1日未明（7月31日深夜）から終夜放送を行うことになった。
1967年春、当時のラジオ局制作現業部に「深夜というラジオのフロンティアに魅力ある番組を開発せよ」という指示が下り、制作現業部の副部長と6人のディレクターからなる企画検討のプロジェクトチームが発足した。やがてプロジェクトチーム内で、企画の話し合いが重ねられたものの、6人のディレクターの考えはかけ離れたものとなった。それでも放送開始日が迫る中で、6人のディレクターのうちの1人・武本宏一が副部長から「企画案をまとめろ。そして企画書を書け」という指示を受け、最終的に『パック』と題された企画書を書き上げた。タイトルは後に『パックインミュージック』に改められ、1967年8月1日未明にスタートした。番組タイトルにある「パック」は、ウィリアム・シェイクスピア作の喜劇形式の戯曲『真夏の夜の夢』に登場する森に住む妖精である。真夜中に現れて人々に娯楽を振り撒く魔法をかけ、朝になると姿を消すというキャラクターであり、これが番組のイメージに合っているということから、武本が「深夜にリスナーを魅了する、妖精の様な番組であって欲しい」との思いで名付けた。また、放送開始当初は番組キャラクターとしても「パック」が存在し（声を務めたのは喜多道枝）、毎日サウンドステッカーとして登場した。
1969年2月25日、TBSは当時のラジオ本部ラジオ局の機構改革と同時に人事異動を行い、『パックインミュージック』の番組制作チームは、新しく設けられた制作第二部に所属することになった。この時、パックは金曜日の『ナチ・チャコパック』以外の曜日は低迷していて、1969年4月改編をもって、テコ入れを図った。その中で、木曜日担当として北山修がフォークシンガーとしては初めてラジオの深夜番組のパーソナリティを務めた。1969年からは、番組の会報誌「パック・ニュース」を刊行した。
また、この時期には深夜放送ブームが到来しており、ライバル番組であるニッポン放送の『オールナイトニッポン』は着実にネット局を増加させ、逆にパックは関東ローカルの番組に成り下がっていた。そんな中で、1969年5月から、午前3時10分を境に第2部制が設けられることになったが、この第2部には、地方局がネットしやすいように、TBSではCMなしの放送となった（地方局側ではCMを流す時間の間に、TBSではフィラー音楽が流れていた）。それに第2部のパーソナリティには、予算の関係からTBSアナウンサーが起用されることになった。さらに、第1部と第2部の担当ディレクターは同じ人物が兼ねるという方式が取られた。
1971年の秋に、放送開始当初からのスポンサーだった日産自動車が降板したことを受け、1972年4月をもって放送開始から設けられていた日曜日（土曜深夜に放送）が廃枠となり、『ヤングタウンTOKYO 桂三枝の深夜営業』が開始された。1972年10月3日の放送分から綜合放送に番組制作を外部委託することになり、このことがきっかけで、当時の木曜日を担当していた吉田拓郎が当時のスタッフが担当を外れるならば「オレも降りる」を言い出してしまったために、『拓郎パック』が終了してしまったという。

## 番組の終焉
1981年10月に裏の時間帯で文化放送『ミスDJリクエストパレード』がスタートし、そのわずか2か月後の1981年12月の聴取率調査では本番組の各曜日のシェアは『ミスDJ』に対し、金曜日の『ナチ・チャコパック』以外の4曜日で同数または下回るという結果となった（ミスDJリクエストパレード#概要節に掲載の表を参照）。さらに、それと前後して、1981年1月2日（1月1日深夜）に、ニッポン放送が金曜日（木曜深夜）の『ナチ・チャコパック』と同じ時間帯で、ビートたけしを起用した『ビートたけしのオールナイトニッポン』の放送が始まり、『ナチ・チャコパック』は聴取率においても低下傾向となり、TBSラジオは1981年の年末に『パックインミュージック』全体の番組終了を決断した。これについて、当番組発足者の1人で当時編成部に所属していた熊沢敦は「リスナーの低年齢化に大人のリスナーの深夜離れ。深夜放送そのものが曲がり角に来ている。もうやるべきことは全部やったし、15年経ってこれでひと区切り」とし、新しい方向性を模索すると話している。一方、月刊ラジオマガジン（モーターマガジン社）はこのことを「ミスDJに押され、ついに方向転換」と表現している。
番組終了2か月前の1982年5月31日には、テレビの『テレポートTBS6』で「パックインミュージックが終了へ」と題されたリポートを放送。その中で、5月28日放送の金曜日『ナチ・チャコパック』第773回の一部を放送、熊沢のインタビューも放送された。なお、この時のCM入り前のジングルは、「テレポート6」のものではなく、当番組のものが流れた。このリポートを企画したのが、一時期、パックインミュージックに関わり、後に、テレポートTBS6のディレクターの小口勝彦で、「（金曜パックには）僕なりの思い入れがあった。あの番組は一つの時代を作った。それが、なんで終わっちゃうの?もったいないじゃないか、という気がした。それで自分の担当する番組で取り上げてもいい、十分なニュース価値もあると思った。」とこのリポートの企画意図について説明している。そして、熊沢はリポートを企画した小口とのインタビューの中で「ヤングの中でも年齢層の高い人達がラジオから、やや離れかけているという状況がちょっとあるわけですよ。今までTBS、それから文化放送、ニッポン放送がほぼ似たようなことをずっとやってきたんですね。そういうことじゃ、これからは、やっぱりいけないんじゃないかと。」と述べた上で「敢えて心を鬼にして、一つのものを終えないと、また新しい一つのものが創れないと。」と終了理由について説明した。
そして、それと前後して、TBSラジオが改編による番組終了を発表した際、リスナーが撤回を求め、署名活動が行われた他、1982年6月26日に、清水谷公園（東京都千代田区紀尾井町）から東京都道405号外濠環状線経由で東京都港区六本木三河台公園まで、200人が集まってデモ行進が行われた。この後代表者がTBS本社に出向き、番組終了を決定した代表者である熊沢と面会、抗議の主旨が伝えられた。
こうして、1982年8月1日未明（テーブル上は7月31日であり、折しも「パック」の満15周年記念日付の深夜放送であった）に、パック全体の最終回として『さようなら!パックインミュージック』として放送し、この最終回の司会を当時この番組の総合プロデューサーを務めていた林美雄が務め、15年の番組の歴史に終止符を打った。

## 記録
15年間にわたる放送の各種データ
- パーソナリティー:累計64人（ピンチヒッターや、週替わりスペシャルパーソナリティーも含め100名余）
- 放送時間:総計11222時間（1日24時間ぶっ続けで聞いたとして1年102日=467日）
- 投書総数:約1122万通（3928m相当 富士山よりも高い高さとされる）
- 総放送回数:5611回（日曜日放送分、第2部時代も含む）

## 放送時間

### 概説
開始当初から1969年5月10日までは、24時30分から27時までが生放送（「パックにリクエスト」）で、27時から29時は録音番組を放送していた。5月12日から、27時台を境にパーソナリティが交代する第2部制となった。
1974年9月からスポンサー企業がついたため、パックインミュージックの第2部は終了。ターゲットを夜中に仕事をしている人向けとした別番組『いすゞ歌うヘッドライト〜コックピットのあなたへ〜』がスタートした。

### 放送時間の変遷
- 1967年7月31日 - 1969年5月10日：月曜 - 土曜24:30 - 29:00
- 1969年5月12日 - 1970年10月4日：月曜 - 土曜24:30 - 27:10〈第1部〉/27:10 - 29:00〈第2部〉
番組前半を第1部、後半を第2部に分割。第1部は27時までが生放送で、27時から10分間は録音番組『乾宣夫のマジックピアノ』を放送。
- 1970年10月6日 - 1972年4月8日：月曜 - 土曜25:00 - 27:00〈第1部〉/27:00 - 29:00〈第2部〉
『乾宜夫のマジックピアノ』の終了により、第2部の放送時間を10分拡大。27時開始となった。
- 1972年4月10日 - 1974年8月30日：平日25:00 - 27:00〈第1部〉/27:00 - 29:00〈第2部〉
土曜日の放送を廃止。以降は平日のみの放送となる。
- 1974年9月2日 - 1982年7月30日：平日25:00 - 27:00
第2部の廃止により、放送時間を縮小した。

## パーソナリティ
本番組では、放送曜日を月曜日から土曜日（深夜）ではなく火曜日から日曜日（未明）としていた。以下、その原則に従って記す。

### 第1部

#### 火曜（月曜深夜）
- 1967年8月 - 1968年9月：増田貴光、戸川昌子
- 1968年10月 - 1969年3月：福田一郎、野村道子
- 1969年4月 - 1971年9月：福田一郎、中村律子
- 1971年10月 - 1977年9月：小島一慶[注 3]
- 1977年10月 - 1980年3月：林美雄[注 4]
- 1980年4月 - 1981年9月：近田春夫
- 1981年10月 - 1982年7月：ばんばひろふみ、兵藤ゆき

#### 水曜（火曜深夜）
- 1967年8月 - 1968年6月：八城一夫、やまのべもとこ
- 1968年7月 - 1968年12月：八城一夫、沢知美
- 1969年1月 - 1969年3月：八城一夫、広川あけみ
- 1969年4月 - 1970年3月：八木誠、若山弦蔵
- 1970年4月 - 1971年3月：桝井論平[注 5]
- 1971年4月 - 1975年9月：愛川欽也[注 6]
- 1975年10月 - 1977年9月：林美雄[注 7]
- 1977年10月 - 1978年3月：宮内鎮雄
- 1978年4月 - 1982年7月：西田敏行

#### 木曜（水曜深夜）
- 1967年8月 - 1969年3月：田中信夫、北浜晴子
- 1969年4月 - 1972年3月：北山修
- 1972年4月 - 1972年9月：吉田拓郎（よしだたくろう）
- 1972年10月 - 1974年3月：南こうせつ（南高節）
- 1974年4月 - 1975年9月：小室等
- 1975年10月 - 1978年6月：愛川欽也[注 4]
- 1978年7月 - 1978年9月：週代わり
- 1978年10月 - 1979年9月：河島英五
- 1979年10月 - 1981年9月：おすぎとピーコ
- 1981年10月 - 1982年7月：翔（横浜銀蠅）、横山みゆき

#### 金曜（木曜深夜）
- 1967年8月 - 1982年7月：野沢那智、白石冬美

#### 土曜（金曜深夜）
- 1967年8月 - 1968年3月：なべおさみ、星加ルミ子
- 1968年4月 - 1969年3月：ケン田島、裕圭子
- 1969年4月 - 1969年9月：ロイ・ジェームス、藤田恒美
- 1969年10月 - 1970年9月：大村麻梨子
- 1970年10月 - 1971年3月：小島一慶[注 8]
- 1971年4月 - 1978年3月：山本コウタロー
- 1978年4月 - 1979年9月：宮内鎮雄[注 9]
- 1979年10月 - 1980年3月：阿部敏郎
- 1980年4月 - 1981年3月：星セント・ルイス
- 1981年4月 - 1982年7月：九十九一[注 10]

#### 日曜（土曜深夜）
- 1967年8月 - 1968年3月：矢島正明、今井とも子
- 1968年4月 - 1969年3月：矢島正明、清水恵子
- 1969年4月 - 1971年9月：永六輔、中川久美
- 1971年10月 - 1972年4月：杉田二郎

#### パーソナリティの変遷
|                        | 月曜深夜                | 火曜深夜                | 水曜深夜          | 木曜深夜          | 金曜深夜                  | 土曜深夜            |
| ---------------------- | ----------------------- | ----------------------- | ----------------- | ----------------- | ------------------------- | ------------------- |
| 1967年8月～1968年3月   | 増田貴光 戸川昌子       | 八城一夫 やまのべもとこ | 田中信夫 北浜晴子 | 野沢那智 白石冬美 | なべおさみ 星加ルミ子     | 矢島正明 今井とも子 |
| 1968年4月～1968年6月   | 増田貴光 戸川昌子       | 八城一夫 やまのべもとこ | 田中信夫 北浜晴子 | 野沢那智 白石冬美 | ケン田島 裕圭子           | 矢島正明 清水恵子   |
| 1968年7月～1968年9月   | 増田貴光 戸川昌子       | 八城一夫 沢知美         | 田中信夫 北浜晴子 | 野沢那智 白石冬美 | ケン田島 裕圭子           | 矢島正明 清水恵子   |
| 1968年10月～1968年12月 | 福田一郎 野村道子       | 八城一夫 沢知美         | 田中信夫 北浜晴子 | 野沢那智 白石冬美 | ケン田島 裕圭子           | 矢島正明 清水恵子   |
| 1969年1月～1969年3月   | 福田一郎 野村道子       | 八城一夫 広川あけみ     | 田中信夫 北浜晴子 | 野沢那智 白石冬美 | ケン田島 裕圭子           | 矢島正明 清水恵子   |
| 1969年4月～1969年9月   | 福田一郎 中村律子       | 八木誠 若山弦蔵         | 北山修            | 野沢那智 白石冬美 | ロイ・ジェームス 藤田恒美 | 永六輔 中川久美     |
| 1969年10月～1970年3月  | 福田一郎 中村律子       | 八木誠 若山弦蔵         | 北山修            | 野沢那智 白石冬美 | 大村麻梨子                | 永六輔 中川久美     |
| 1970年4月～1970年9月   | 福田一郎 中村律子       | 桝井論平                | 北山修            | 野沢那智 白石冬美 | 大村麻梨子                | 永六輔 中川久美     |
| 1970年10月～1971年3月  | 福田一郎 中村律子       | 桝井論平                | 北山修            | 野沢那智 白石冬美 | 小島一慶                  | 永六輔 中川久美     |
| 1971年4月～1971年9月   | 福田一郎 中村律子       | 愛川欽也                | 北山修            | 野沢那智 白石冬美 | 山本コウタロー            | 永六輔 中川久美     |
| 1971年10月～1972年3月  | 小島一慶                | 愛川欽也                | 北山修            | 野沢那智 白石冬美 | 山本コウタロー            | 杉田二郎            |
| 1972年4月～1972年9月   | 小島一慶                | 愛川欽也                | 吉田拓郎          | 野沢那智 白石冬美 | 山本コウタロー            | (放送終了)          |
| 1972年10月～1974年3月  | 小島一慶                | 愛川欽也                | 南こうせつ        | 野沢那智 白石冬美 | 山本コウタロー            | (放送終了)          |
| 1974年4月～1975年9月   | 小島一慶                | 愛川欽也                | 小室等            | 野沢那智 白石冬美 | 山本コウタロー            | (放送終了)          |
| 1975年10月～1977年9月  | 小島一慶                | 林美雄                  | 愛川欽也          | 野沢那智 白石冬美 | 山本コウタロー            | (放送終了)          |
| 1977年10月～1978年3月  | 林美雄                  | 宮内鎮雄                | 愛川欽也          | 野沢那智 白石冬美 | 山本コウタロー            | (放送終了)          |
| 1978年4月～1978年6月   | 林美雄                  | 西田敏行                | 愛川欽也          | 野沢那智 白石冬美 | 宮内鎮雄                  | (放送終了)          |
| 1978年7月～1978年9月   | 林美雄                  | 西田敏行                | (週代わり)        | 野沢那智 白石冬美 | 宮内鎮雄                  | (放送終了)          |
| 1978年10月～1979年9月  | 林美雄                  | 西田敏行                | 河島英五          | 野沢那智 白石冬美 | 宮内鎮雄                  | (放送終了)          |
| 1979年10月～1980年3月  | 林美雄                  | 西田敏行                | おすぎ ピーコ     | 野沢那智 白石冬美 | 阿部敏郎                  | (放送終了)          |
| 1980年4月～1981年3月   | 近田春夫                | 西田敏行                | おすぎ ピーコ     | 野沢那智 白石冬美 | 星セント・ルイス          | (放送終了)          |
| 1981年4月～1981年9月   | 近田春夫                | 西田敏行                | おすぎ ピーコ     | 野沢那智 白石冬美 | 九十九一                  | (放送終了)          |
| 1981年10月～1982年7月  | ばんばひろふみ 兵藤ゆき | 西田敏行                | 翔 横山みゆき     | 野沢那智 白石冬美 | 九十九一                  | (放送終了)          |

### 第2部

#### 第2部制になる前の録音番組
1967年7月31日 - 1969年5月10日の月曜 - 土曜27:00 - 29:00の放送。
- 27:00 - 27:10
  - 乾宣夫のマジックピアノ[注 11]
- 27:10 - 27:30
  - 牟田悌三のまじめでいこう（1967年7月31日 - 1968年9月）
  - 竹脇無我のヤングマン専科（1968年10月 - 1969年5月10日）
- 27:30 - 28:00
  - 夜がささやく（1967年7月31日 - 1967年9月）
    - 月曜日・木曜日：水垣洋子
    - 火曜日・金曜日：ジューン・アダムス
    - 水曜日・土曜日：緑魔子

  - ナイト ファンタジー（1967年10月 - 1969年5月10日）
- 28:00 - 28:30
  - 歌謡曲ララバイ（1967年7月31日 - 1968年9月）
  - あおい輝彦のビートパーティー（1968年10月 - 1969年5月10日）
- 28:30 - 29:00
  - サンライズ トーキョー（1967年7月31日 - 1967年9月）
  - 朝のダイヤル（1967年10月 - 1969年5月10日）

#### 火曜（月曜深夜）
- 1969年5月 - 1970年5月：宮内鎮雄[注 12]
- 1970年5月 - 1971年3月：米沢光規
- 1971年4月 - 1972年3月：石川顕[注 13]
- 1972年4月 - 1973年3月：宮内鎮雄[注 14]
- 1973年4月 - 1973年12月：小林節子
- 1974年1月 - 1974年9月：広田綾子[注 15]

#### 水曜（火曜深夜）
- 1969年5月 - 1970年5月：小川哲哉
- 1970年5月 - 1971年6月：遠藤泰子[注 16]
- 1971年7月 - 1974年8月：滝良子[注 15]

#### 木曜（水曜深夜）
- 1969年5月 - 1970年5月：麻生雅子
- 1970年5月 - 1971年3月：郷司淑子
- 1971年4月 - 1974年8月：馬場こずえ[注 15]

#### 金曜（木曜深夜）
- 1969年5月 - 1970年5月：遠藤泰子[注 17]
- 1970年5月 - 1970年6月：久米宏[注 18]
- 1970年6月 - 1974年8月：林美雄[注 19]

#### 土曜（金曜深夜）
- 1969年5月 - 1970年5月：二村義子
- 1970年5月 - 1970年9月：松永邦久
- 1970年10月 - 1971年3月：石川顕[注 7]
- 1971年4月 - 1974年8月：吉田真由美

#### 日曜（土曜深夜）
- 1969年5月 - 1970年5月：桝井論平[注 20]
- 1970年5月 - 1972年4月：宮内鎮雄[注 7]

#### パーソナリティの変遷
|                       | 月曜深夜 | 火曜深夜 | 水曜深夜   | 木曜深夜 | 金曜深夜   | 土曜深夜   |
| --------------------- | -------- | -------- | ---------- | -------- | ---------- | ---------- |
| 1969年5月～1970年5月  | 宮内鎮雄 | 小川哲哉 | 麻生雅子   | 遠藤泰子 | 二村義子   | 桝井論平   |
| 1970年5月～1970年6月  | 米沢光規 | 遠藤泰子 | 郷司淑子   | 久米宏   | 松永邦久   | 宮内鎮雄   |
| 1970年6月～1970年9月  | 米沢光規 | 遠藤泰子 | 郷司淑子   | 林美雄   | 松永邦久   | 宮内鎮雄   |
| 1970年10月～1971年3   | 米沢光規 | 遠藤泰子 | 郷司淑子   | 林美雄   | 石川顕     | 宮内鎮雄   |
| 1971年4月～1971年6月  | 石川顕   | 遠藤泰子 | 馬場こずえ | 林美雄   | 吉田真由美 | 宮内鎮雄   |
| 1971年7月～1972年3月  | 石川顕   | 滝良子   | 馬場こずえ | 林美雄   | 吉田真由美 | 宮内鎮雄   |
| 1972年4月～1973年3月  | 宮内鎮雄 | 滝良子   | 馬場こずえ | 林美雄   | 吉田真由美 | (放送終了) |
| 1973年4月～1973年12月 | 小林節子 | 滝良子   | 馬場こずえ | 林美雄   | 吉田真由美 | (放送終了) |
| 1974年1月～1974年8月  | 広田綾子 | 滝良子   | 馬場こずえ | 林美雄   | 吉田真由美 | (放送終了) |

## 特色・エピソード・主なコーナー

### 林美雄
- 林美雄担当の火曜日（初期は金曜第2部→のちに水曜日）は、山崎ハコ、荒井由実、石川セリ、緑魔子、原田芳雄　等の歌手を積極的に紹介。
- ニュース番組の架空のネタ「苦労多かる ローカルニュース」は人気を集めた。
- 提供は架空企業の下落合本舗を名乗り、この架空企業の架空製品の広告も放送された。
  - たとえば「豚型湯たんぽブーブーちゃん」など。
- 水曜日担当時代にはTBSラジオの夜のワイド番組『夜はともだち』の新設に伴い、当時の火曜日担当の小島一慶とともに担当した。
- 林のニックネームは「ミドリブタ」。オープニングテーマは、ブッカー・T & The MG's の『タイム・イズ・タイト』であった。
- その他、以下のコーナーがあった。
  - 「下落合本舗」- パロディCMの案を募集していた。
  - 「B面コーナー」- ヒットしたレコードのA面に隠れた存在のB面の曲を紹介していた[16]。
  - 「ユア・ヒットしないパレード」- 「いい曲だけど、何となく消えてしまいそうな曲」を中心に紹介していたコーナーなど。このコーナーをきっかけに、南佳孝の『モンロー・ウォーク』がヒットする現象が生まれた。
- エンディング テーマは、映画『青春の蹉跌』のテーマ曲（井上堯之）、一時期、映画『フォロー・ミー』のテーマ曲（ジョン・バリー作曲）であった。
  - 2010年、映画『フォロー・ミー』のオリジナル・サウンドトラック国内盤が初CD化された際、映画監督の周防正行が、ミドリブタ・パックを「十代の頃、夢中になって聴いた」などの思いをライナーノーツに記し、オープニング・ナレーション「月夜のブタは恥ずかしい。ずんぐり影が映ってる。がに股足で坂を下り、夜空見上げりゃ、あ、星二つ、ブ、ブー」も紹介した。

### 愛川欽也
- 愛川欽也担当の木曜日（初期は水曜日）は、頻繁にゲストがギャラなしで出演する「たなご」があった。常連化していたのはうつみ宮土理、黒柳徹子、奥山晄伸、永六輔、長谷川きよし　など。
- オープニングは愛川が声優を務めた、アメリカのテレビドラマの主題曲『ルート66』を使用。エンディングは、ジョニー・ピアソン・オーケストラ演奏の『渚のシルエット』をバックに、愛川が、崎南海子の詩を朗読した。
- 下ネタをオブラートに包んだ投書のコーナーが人気を呼び、「ポール」「テトラ」「パパイヤ」「ジンジロゲ」「タマタマ」「ちびすけサラミ」などの独自の性器の呼び名を生んだ。
- その他、以下のコーナーがあった。
  - 「マルキン深夜劇場」- 10分ほどの長さのシナリオを募集し、選ばれたシナリオに基づく劇を愛川が演じた。
  - 「カトリーヌコーナー」- リスナーがカトリーヌとなりマルチェロにラブレターを投稿し、愛川とゲストがこれを朗読するコーナー。基本設定は俳優のカトリーヌ・ドヌーブとマルチェロ・マストロヤンニ。BGMとして『パリのめぐり逢い』（フランシス・レイ）などが使用された。
  - 「スタジオH」- 日常の中から「ちょっとエッチに（卑猥に）感じられるが、微笑ましい」などの話を募集していた。

### 野沢那智&白石冬美
- 野沢那智と白石冬美担当（ナチチャコ コンビ）の金曜日のナチチャコ パック[注 21]は、聴者からの投書のコーナー「御題拝借（おだいはいしゃく）」[17]を中心に絶大な人気を博し、放送投稿から、『もう一つの別の広場』などの書籍を出版した。エンディングテーマはレイモン・ルフェーブル・オーケストラ演奏の『シバの女王』。
- その他、以下のコーナーがあった。
  - 「冬美の部屋」- 演劇・コンサート情報の紹介やゲストとトークを行う[17]。
  - 「デカメロン」- プロの作家が毎回、読み切りの形で書いた短編オムニバスドラマを放送。各話には毎回、関連性があった。
  - 「クラシックを聴く時間」
  - 「金瓶梅」- 野沢、白石の2人で進行する、少しHなラジオドラマ。
- 終了後、野沢、白石コンビはニッポン放送の30分番組『もうやめられないナッチャコのおじゃまな関係』で復活した。1985年からは文化放送の平日帯番組に移り、1992年10月2日終了の『いう気リンリン 那智チャコワイド』まで四半世紀に渡りコンビは継続した。

### 山本コウタロー
- 恥の上ぬりコーナー
- たいこめコーナー
- ファーストキスの思い出コーナー
- まゆみのくれくれシネマ - 映画評論家の吉田真由美が出演。1回の放送で、3本以上の新作映画を紹介。試写会の告知も行われた。
- 板さん決定 - 山本コウタローとウィークエンドのメンバーの「板さん」こと、板垣秀雄への手紙を募集。ただし、放送時間に余裕があった場合しか行われなかった。
- 1976年3月27日（26日深夜）、裏番組である『オールナイトニッポン』で、この日臨時に、年度替わりの都合で第1部のMCを務めた山下達郎（山下達郎のオールナイトニッポン参照）から突撃電話でリクエストをさせられるというラジオ局をまたいでの競演が行われたことがあった[18]。

### 小島一慶
- 火パ（カパと読ませる）怒りを込めて振り返れ（日常の不満の発散投稿）
- マッドマッド クラブ - 経験、経歴、人物そのものなど、あらゆる「ちょっと変わっている」特徴の持ち主を紹介したコーナー。番組公認の「マッド クラブ」が設けられ、投稿が採用された場合は入会が認められた。
- 火曜歌謡曲 - リクエスト コーナー。リクエスト曲以外には、普通のお便りを書いた投稿が多かった。
- 「出世もの」シリーズ - 「三橋美智也物語」、「長嶋茂雄物語」などを放送。
- 『飛べ!孫悟空』の番組放送開始に伴い、パックを卒業した。小島はこの異動に対して、ショックを受けたが、最後に「パックに残りたければ残ってもいい」と言われ、憤然として移ったと自ら語っていた。

### 小室等
- 音の実験室 - 擬音を3つから4つほど流し、それらを聴いて浮かんだイメージから物語を作っていた。
- 何かやらなきゃいけない - 小室自身が毎週、何かを考えて行っていたコーナー。洋楽を日本語訳し、その場で歌った。ゲストを呼ぶ事もあった。
- ユイ・小室のパパお早う - 小室の一人娘（こむろゆい）を記録した音源を紹介した。
- 長い曲を一曲だけ聴くコーナー - 日本のフォークソングを中心に、5分以上という条件でリクエストを受け付け、ノーカットで全て聴くコーナー。

### 兵藤ゆき
- パックDE特許
- 青春の目安箱

### 西田敏行
- 珍日本紀行
- 勝ち抜き田舎合戦!
- 酔いどれコーナー[17]（月間 酔いどれ大賞）
- ラブサウンズコレクション[17]
- マラソンクエスチョン'81[17]
- 即興演奏コーナー - リスナーから送られて来た言葉・フレーズや当時の流行語などに即興でメロディを付けて西田がその場で歌う[16]。
- 俺が学校の先生 - リスナーから自分の学校の面白そうな先生の情報を送ってもらい、それを紹介[16]。
- 名画再現劇場 - 邦画・洋画問わず選んだ作品のクライマックスシーンを西田が一人芝居で演じる[19]。
- 西田パックが放送されていたのと同時期に同時間帯のライバル番組『セイ!ヤング』（文化放送）のパーソナリティを務めていた吉田照美の曲『ルミちゃん音頭』を、西田自身が好きな曲として毎週かけていたことがある。そしてその御礼で吉田が西田の元を訪れたことがある[20]。

### 河島英五
- 君の詩にメロディをつけて歌う - リスナーから送られて来た詩に河島本人が作曲してその場で歌う[16]。

### 翔&横山みゆき
- 翔とみゆきのナンパの傾向と対策
- タメにならない受験講座
- 奥さん翔です!
- 青春を突っ走ろう！ - 世間からの批判も構わずに、マイペースで生きるという人々をクローズアップ[21]。

### 九十九一
- ローカルニュース
- 青春ラジオドラマ!
- ああ無情!!
- クイズ駄洒落でドン!
- ドイマル・ソケットコーナー
- ソソリパ
- ラジオ紙芝居[22]
- 大きくな～れ、小さくな～れ[22]
- 新セックス産業をマジメに考える、チャコとボボブラジル
- 関西弁講座 - 関西弁のうちよく知られた言葉を語呂合わせで全く違った意味の言葉に変えて遊ぶ[23]。
- 九十九一の料理教室 - 様々な変わった料理のアイデアを募集（とても食べられないような料理のアイデアまで来たこともあった）[23]。
- 九十九一入籍発覚の際に、所ジョージ（婚姻届の保証人のひとり）がレポーターの週刊サイタマ梨又として登場、直撃インタビューを行った。

### 南こうせつ
- 思い出さんこんにちは

### おすぎとピーコ
- おすぎは、劇場版映画『宇宙戦艦ヤマト』が自分の嗜好[注 22]に合わず、ゲストに宮川泰が来た日の放送は「映画批評を避けよう」とスタジオを抜け出し、深夜の赤坂界隈を放浪。放送終了後、ピーコから「職場放棄」と長時間、説教を受けた。
- 当時、一般的に知られていなかったバイブレータ（性具）をスタジオに持ち込み、女性の自慰について語った事がある。

## ネット局
- 北海道放送（JRN/NRNクロスネット） - 1973年11月[要出典]、ネット開始。1976年6月、月曜日、火曜日のみのネットに縮小[注 23] →10月、自社制作番組を、平日に拡大したため、一時的に、ネットを打ち切った。1年半後の1978年4月より、自社制作番組の廃止のため、ネットを再開したが、1980年3月に、自社制作番組の再開により、ネットを再び打ち切った。その後は最終回まで、ネットの再開はなかった。
- 青森放送（JRN/NRNクロスネット） - 1971年1月1日ネット開始、1973年6月29日打ち切り。『オールナイトニッポン』に移行。
- 山形放送（JRN/NRNクロスネット） -  1977年打ち切り。『オールナイトニッポン』に移行。
- 新潟放送（JRN/NRNクロスネット） -  1976年打ち切り。『オールナイトニッポン』に移行。
- 北陸放送（JRNフルネット（当時））[17] - NRNとのクロスネットになっても暫く放送されていたが、1982年3月に、『オールナイトニッポン』に移行。
- 山陽放送（JRNフルネット（当時））[17]
- 四国放送（JRN/NRNクロスネット） - 1977年打ち切り。『オールナイトニッポン』に移行。
- RKB毎日放送（JRNフルネット）[17] - 1974年10月7日ネット開始。
- 大分放送（JRNフルネット（当時）） - 1978年4月にネット開始したが、翌4月、NRNに加盟した際に『オールナイトニッポン』に移行。
- 琉球放送（JRNフルネット）[17] - 1974年8月現在はネットされていた[24]。
- 中部日本放送（JRNフルネット）は『オールナイトニッポン』のネットのため、[注 24]JRN / NRNクロスネットのMBSラジオ・ABCラジオは編成の都合で放送しなかった。MBSラジオは自社制作番組『MBSヤングタウン』他、各種番組を放送。『歌うヘッドライト』は同番組開始当初から放送していた。ABCラジオは自社制作番組『ABCヤングリクエスト』を27時まで放送後、翌朝5時まで放送を休止した。その他のクロスネット局は『オールナイトニッポン』をネットしたり、深夜をメンテナンスに当てる兼ね合いで放送しない局が多かった。

## スポンサー
番組開始当初は日産自動車の一社提供で、広告曲『世界の恋人』の器楽曲版をオープニングテーマとして使用した。矢島正明のオープニングコールがあり、「日産パックインミュージック。この番組は0時半から朝の5時まで、世界に伸びる日産自動車の提供でお送りします」のアナウンスメントがあった。後に、日産自動車は提供を降板。松下電器産業の一社提供に変更した。その後は複数社（ペプシコーラボトラーズ、富士写真フイルム他）→ 東京電気化学工業の一社提供を経て、複数社スポンサーとなった。
なお、林が担当していた火曜日 → 水曜日は「下落合本舗の提供でお送りします」のアナウンスメントを公式スポンサーが存在しないため、許されたパロディとして放送した。

## オープニング テーマ
上掲『世界の恋人』のほか『The now sound』（The Brass Ring 演奏）がある。最晩年は『The now sound』の後に、EPOの『ポップ・ミュージック 2nd.』の第1部が流された。

## 関連番組など
- 当番組が終了した後の1983年4月から1985年9月まで、日産自動車は深夜枠『NISSANミッドナイトステーション』を提供した。当初は電話リクエスト形式の音楽番組を旬のタレントが日替わりで担当する体裁だったが、後期は「欽ちゃんファミリー」が日替わりで担当するようになった。初期の『SURF&SNOW』も、この番組枠の一部であった。
- 1989年頃、後番組に当たる『スーパーギャング コサキン無理矢理100%』において、ルー大柴が司会をする『ルー大柴のパック・イン・ミュージック』として、約3分間のコーナー番組を放送。オープニングテーマとジングルを使用した。
- 1992年4月には、当番組の復活を目指した『パックインミュージック21（ - トゥエンティーワン）』がスタートしたが、1993年9月に終了した。
- 2001年4月から2003年3月まで『月刊 愛川欽也 キンキンのパック・イン・ミュージック（げっかん あいかわきんや -）』を放送。愛川、白石がパーソナリティを務めた。放送時間は、毎月第3日曜深夜（月曜未明）2:00 - 5:00。
- 2001年9月2日（9月1日未明）には、7月に58歳で在職のまま亡くなった林美雄を追悼する『サマー・クリスマス 林美雄・フォー・エバー』が、当時休止枠であった2:00 - 4:00に生放送された。小島一慶を司会に、8月25日開催の同名のお別れ会の模様、および宮内鎮雄、小口勝彦（いずれも林と同期入社のアナウンサー。のち小口はニュースデスク）との鼎談を放送した。また、林の没後13周年となる2013年12月27日20:00 - 21:00に「林美雄 空白の3分16秒」と題したドキュメント番組（出演：宮沢章夫、証言：鈴木慶一、柳澤健、林文子、梅本満、久米宏、ナレーター：堀井美香）が放送されている。
- 2001年12月23日には、TBS開局50周年記念特番「50周年だョ! 全員集合」の一環として、『パック・イン・ミュージック リターンズ』が放送された。
- 2006年12月29日には、『甦る伝説 那智・チャコ・パック（よみがえるでんせつ なち -）』と題して、野沢と白石、当時の番組スタッフで、復活放送が行われた。
- 2010年11月27日には、野沢の逝去に伴い、追悼特番『野沢那智さん、ラジオでお別れ会』を、白石と山本の担当で生放送。2011年1月8日に再放送された。
- 2010年12月より、TBSラジオの有料コンテンツサイト「らじこん」にて、『那智・チャコ・パック』最終回の配信が行われていた（遅くとも2015年4月まで）。
- 2011年12月25日 1:00-4:00 には、TBS開局60周年記念特番の一環として、過去の放送音源を放送する『アーカイブスペシャル パック・イン・ミュージック[注 27]』が放送された。宮内鎮雄がパーソナリティを務めた。
- 2014年3月21日、TBSラジオ主催のイベント『我が青春のパック・イン・ミュージック』を開催。その一環として、3月18日 - 3月21日まで『一慶・チャコのパック・イン ・ミュージック』 を放送[注 28][注 29][注 30]。小島一慶、白石冬美、宮内鎮雄[注 31]がパーソナリティを務めた。『一慶・チャコの…』は2015年7月5日にも放送された。
- 2015年5月10日には、愛川の逝去に伴い、追悼特番『キンキンのラジオが好きだった!』を、小島と白石の担当で生放送。永と大橋巨泉がコメントを寄せた。
- 2019年1月27日、2月3日の2週に渡って、「ラジオアーカイブ」で「ナチチャコ パック」最終回を再放送した。1月27日は前半の1時間、2月3日は後半の1時間を分割して放送。

## 関連書籍
- 「パック・イン・ミュージック 昭和が生んだラジオ深夜放送革命」（伊藤友治+TBSラジオ、DU BOOKS、2015年9月、ISBN 490758363X） - 本番組の歴史を綴った本。
- 「1974年のサマークリスマス 〜林美雄とパックインミュージックの時代〜」（柳澤健、集英社、2016年5月、ISBN 4087816109） - 2013年8月より「小説すばる」に連載されたノンフィクション小説。